# Banhòus (Gard)
Banhòus de Céser (nom occità) (en francès Bagnols-sur-Cèze) és un municipi francès situat al departament del Gard i a la regió d'Occitània. L'any 1999 tenia 18.103 habitants.